# Osocor II
Osocor II (em grego clássico: Οσοχωρ Β; romaniz.: Osochor II; em egípcio: Osorkon II), nascido Osocor Meriamom ("Amado de Amom") e cujo nome real era Usermaateré Setepenamom ("Poderosa é a Justiça de Rá, Escolhido de Amom"), foi o quinto faraó da XXII dinastia, reinando de 874 a.C., em sucessão de seu pai Taquelote I (r. 889–874 a.C.), até sua morte em 837 a.C., quando foi sucedido por seu filho Taquelote II (r. 850–825 a.C.).

## Vida
Osocor era filho de Taquelote I (r. 889–874 a.C.), a quem sucedeu no trono em 874 a.C.. Problemas surgem no quarto ano de seu reinado, quando seu primo Harsiese, então sumo sacerdote de Amom de Carnaque, declarou-se rei no sul. A ameaça foi efêmera, e logo que Harsiese morreu, o faraó nomeou seu filho Ninlote a sumo sacerdote em Carnaque e outro filho Sisaque como sumo sacerdote de Ptá em Mênfis. Em seu reinado também fez construções, mormente Bubástis no templo de Bastete, onde construiu um salão monumental de granito vermelho decorado com relevos dele e sua esposa Caromama I celebrando seu jubileu no ano 22. Há também edificações suas em Mênfis, Tânis, Tebas e Leontópolis.
Paralelamente, o rei da Assíria Salmanaser III (r. 858–828 a.C.) continuava as campanhas expansionistas de Assurnasirpal II em direção a Síria/Palestina com interesse em atacar o Egito. Diante da ameaça, em 853 a.C., Osocor foi forçado a confrontar a ameaça ao se aliar com Israel e Estados vizinhos, inclusive a antiga aliada egípcia Biblos, e juntos derrotaram-o na Batalha de Carcar no rio Orontes. Osocor faleceu em 850 a.C. e foi sucedido por seu filho Taquelote II (r. 850–825 a.C.).